# Alexander Fesshaie
Alexander Fesshaie Beraki, född 29 februari 2004 i Solna, är en svensk fotbollsspelare som spelar för AIK i Allsvenskan. 

## Klubblagskarriär

### Tidig karriär
Alexander Fesshaie började som fyraåring att spela fotboll i moderklubben Sundbybergs IK och via Apollon Solna FK kom han som 13-åring till AIK för spel i akademin och fortsatte sedan upp i juniorlagen.

### AIK
Den 18 oktober 2022 meddelade AIK Fotboll att man tecknat ett avtal med Alexander Fesshaie. Kontraktet mellan parterna löper till och med 31 december 2027. Den allsvenska debuten gjordes borta mot Halmstads BK 2 april 2023. De första allsvenska målen gjordes i derbyt mot Hammarby IF Fotboll 16 april.